# Kleerup (album)
 (janvier 2012).
Si vous disposez d'ouvrages ou d'articles de référence ou si vous connaissez des sites web de qualité traitant du thème abordé ici, merci de compléter l'article en donnant les références utiles à sa vérifiabilité et en les liant à la section « Notes et références ».

Kleerup est le premier album du musicien suédois Kleerup, sorti en Suède en 2008 et publié par Virgin Records.

## Playlist
1 - Hero

2 - Until We Bleed

3 - Thank You For Nothing

4 - With Every Heartbeat

5 - Tower Of Trellick

6 - Longing For Lullabies

7 - On My Own Again

8 - Iris

9 - 3am

10 - Ain't No Stopping

11 - Misery

12 - History

13 - The End

14 - I Just Want To Make That Sad Boy Smile